# إيرنيستو مارسيل
إيرنيستو مارسيل (بالإسبانية: Ernesto Marcel)‏ (23 مايو 1948 ببنما في بنما - 29 يونيو 2020) هو ملاكم بنمي، صنّف ضمن فئة وزن الريشة ‏.

## إحصائيات
خاض خلال مسيرته 46 نزالا، فاز في 40 وتعادل في 2 وخسر في 4. فاز بالضربة القاضية في 23 نزالا.

## روابط خارجية
- إيرنيستو مارسيل على موقع بوكس ريك (الإنجليزية) (registration required)